# Lisa Faulkner
Lisa Tamsin Faulkner (Londres, Inglaterra; 18 de enero de 1972) es una actriz británica, conocida por interpretar a Helen Flynn en la serie británica Spooks.

## Biografía
En 1988 Lisa pierde a su madre, Julie, a causa del cáncer y esto hace que se quisiera convertir en enfermera. Lisa apoya a la campaña de la Cinta Rosa, una revista que promueve el cuidado y la prevención del cáncer de mama. Disfruta de ir al gimnasio y hacer yoga, sus series favoritas son South Park y Friends, su comida preferida es el Sushi. Faulkner se educó en la escuela para niñas en Tiffin, también asistió a Kingston upon Thames y a Greater London antes de convertirse en modelo y actriz.
Con 16 años fue descubierta por un cazador de talentos mientras se encontraba en el metro, esto dio como resultado que durante su adolescencia tuviera una larga y exitosa carrera de modelo. Lisa estuvo en el FHM, seis veces entre las 100 mujeres más sexys del mundo entre 1999 y el 2004. En ocasiones da clases en la Amanda Redman's Artists Theatre School. De adolescente Lisa era fanática de Boy George y una vez acampó fuera de su casa en Londres.
Estuvo comprometida con el actor Jonny Lee Miller.
En abril de 2005 se casó con el actor Chris Coghill, con quien compartió créditos en las series de televisión Burn It in Richmond Park y en South West London. Su boda se celebró en Richmond Park, Surrey.
Después de intentar varias veces de quedar embarazada y hacercese tratamientos de fertilidad sin resultados, en 2009, Lisa y Chris adoptaron a una niña, Billie Coghill. Lisa y Chris se separaron en 2011 y se divorciaron en 2012.
Desde 2012 sale con el chef John Torode. Se casaron en octubre de 2019.

## Carrera
En 1992 hizo su primera aparición en El amante. 
En 1993 interpretó a Alison Dangerfield en el drama británico de la televisión Dangerfield. En 1996 apareció en And The Beat Goes On. 
Entre 1998 y 2001 dio vida a la doctora Victoria Merrick en Holby City. También interpretó a Louise Hope en la telenovela Brookside.
En 2002 apareció en los dos primeros episodios de la primera temporada de la serie Spooks, donde interpretó a Helen Flynn, personaje que fue asesinado y torturado en el segundo episodio. 
En 2004 da vida a la DS Scribbs en Murder in Suburbia, donde interpreta a una policía. La serie regresó para una segunda temporada en 2005, y Scribbs adopta un estilo de moda tipo "boho-chic". 
En junio de 2008 demostró su versatilidad al tomar el papel de la narradora durante la segunda temporada de la serie Heir Hunters; dicho "reality show" se basaba en intentar encontrar a los herederos antes de que el Tesoro británico tome el dinero.
En 2010 formó parte de la quinta temporada del programa Celebrity Masterchef ganándoles a famosos como Christine Hamilton, Dick Strawbridge, entre otros. 
A principios de marzo de 2017, se anunció que se uniría al elenco de la serie EastEnders, donde interpretó a Fi Browning, hasta el 28 de diciembre del mismo año.

## Filmografía

### Series de televisión
| Año         | Serie                | Personaje                          | Notas                              |
| ----------- | -------------------- | ---------------------------------- | ---------------------------------- |
| 2017        | EastEnders           | Fi Browning                        | 61 episodios                       |
| 2010 - 2012 | Murdoch Mysteries    | Anna Fulford                       | 4 episodios                        |
| 2011        | Death in Paradise    | Alex Owen                          | 2 episodios                        |
| 2010        | Moving On            | Nicola                             | episodio "Skin Deep"               |
| 2006 - 2007 | New Street Law       | Laura Scammel                      | 14 episodios                       |
| 2006        | Hotel Babylon        | Liz Sykes                          | episodio # 1.5                     |
| 2004 - 2005 | Murder in Suburbia   | Detective Emma "Scribbs" Scribbins | 12 episodios                       |
| 2005        | New Tricks           | Hannah                             | episodio # 2.3                     |
| 2005        | The Afternoon Play   | Rose Lapwood                       | episodio "The Trouble with George" |
| 2004        | Swiss Toni           | Mango                              | episodio "Speed Date"              |
| 2003        | Burn It              | Emma Wainwright                    | episodio # 1.6                     |
| 2002        | Spooks               | Helen Flynn                        | 2 episodios                        |
| 1999 - 2001 | Holby City           | Victoria Merrick                   | 42 episodios                       |
| 1998        | Brookside            | Louise Hope                        | episodio "Big Girl Now"            |
| 1996        | And the Beat Goes On | Christine Spencer                  | tv serie                           |
| 1995        | Dangerfield          | Alison Dangerfield                 | 18 episodios                       |
| 1995        | Casualty             | Cassie Tolchard                    | episodio "Not Waving But Drowning" |

### Películas
| Año  | Título                 | Personaje        | Notas                                                                        |
| ---- | ---------------------- | ---------------- | ---------------------------------------------------------------------------- |
| 2010 | Honeymooner            | Emma             | junto a Chris Coghill                                                        |
| 2004 | The Baby Juice Express | Lauren           | junto a Nick Brimble & Philip Davis                                          |
| 1998 | The Scarlet Tunic      | Amy Parsons      | junto a Jean-Marc Barr, Simon Callow, Jack Shepherd & John Sessions          |
| 1995 | A Feast at Midnight    | Miss Charlotte   | junto a Christopher Lee, Edward Fox, Robert Hardy & Samuel West              |
| 1994 | Le Péril jeune         | Barbara          | junto a Romain Duris, Vincent Elbaz, Julie-Anne Roth & Hélène de Fougerolles |
| 1992 | L'Amant                | Helene Lagonelle | junto a Jane March, Frédérique Meininger & Melvil Poupaud                    |

### Presentadora
| Año  | Programa                  | Notas                              |
| ---- | ------------------------- | ---------------------------------- |
| 2011 | Real Food Family Cook Off | presentadora - junto a Matt Dawson |

### Publicaciones
| Año | Libro                                  | Notas  |
| --- | -------------------------------------- | ------ |
| -   | Recipes from my Mother for my Daughter | autora |

### Apariciones
| Año         | Programa             | Notas                  |
| ----------- | -------------------- | ---------------------- |
| 2010        | Celebrity Masterchef | 6 episodios - Ganadora |
| 2009 - 2010 | Angela and Friends   | 9 episodios            |
| 2000 - 2007 | Loose Women          | 3 episodios            |